# Moose Range n.º 486
Moose Range n.º 486 es un municipio rural canadiense situado en la provincia de Saskatchewan.

## Superficie
Moose Range n.º 486 tiene una superficie de 2423,98 km².

## Demografía
En 2021, tenía 942 habitantes, una densidad poblacional de 0,4 hab./km², y 391 viviendas.